# Oligostomus reticulata
Oligostomus reticulata är en nattsländeart som först beskrevs av Carl von Linné 1761.  Oligostomus reticulata ingår i släktet Oligostomus och familjen broknattsländor. Inga underarter finns listade i Catalogue of Life.